# Gold Bar
Gold Bar és una població dels Estats Units a l'estat de Washington. Segons el cens del July 1, 2008 tenia 2.373 habitants.

## Demografia
Segons el cens del 2000, Gold Bar tenia 2.014 habitants, 705 habitatges, i 525 famílies. La densitat de població era de 726,7 habitants per km².
Dels 705 habitatges en un 44,8% hi vivien nens de menys de 18 anys, en un 57,7% hi vivien parelles casades, en un 11,2% dones solteres, i en un 25,5% no eren unitats familiars. En el 18,7% dels habitatges hi vivien persones soles el 5,1% de les quals corresponia a persones de 65 anys o més que vivien soles. El nombre mitjà de persones vivint en cada habitatge era de 2,86 i el nombre mitjà de persones que vivien en cada família era de 3,3.
Per edats la població es repartia de la següent manera: un 33,5% tenia menys de 18 anys, un 7,3% entre 18 i 24, un 35,2% entre 25 i 44, un 17,3% de 45 a 60 i un 6,7% 65 anys o més.
L'edat mediana era de 31 anys. Per cada 100 dones de 18 o més anys hi havia 97,9 homes.
La renda mediana per habitatge era de 45.714 $ i la renda mediana per família de 48.152 $. Els homes tenien una renda mediana de 40.250 $ mentre que les dones 25.815 $. La renda per capita de la població era de 18.712 $. Aproximadament el 5,6% de les famílies i el 7,1% de la població estaven per davall del llindar de pobresa.

## Poblacions més properes
El següent diagrama mostra les poblacions més properes.